# 문암1리항
문암1리항(文巖1里港)은 강원특별자치도 고성군 죽왕면 문암1리에 있는 어항이다. 1972년 5월 4일 지방어항으로 지정하여 관리하고 있다. 시설관리자는 고성군수이다.

## 어항구역
문암1리항의 어항구역은 다음과 같다.
- 수역
  - 방파제 기점 동측 돌출부에서 정남으로 85m점과 이점에서 직각으로 육지와 연결하는 선내수역
- 육역
  - 고성군 죽왕면 문암1리 10-76 (잡종지, 1127m2)
  - 고성군 죽왕면 문암1리 10-77 (잡종지, 1299m2)
  - 고성군 죽왕면 문암1리 10-78 (제방, 1135m2)
  - 고성군 죽왕면 문암1리 10-83 (잡종지, 806m2)
  - 고성군 죽왕면 문암1리 10-84 (잡종지, 1316m2)
  - 고성군 죽왕면 문암1리 10-85 (제방, 432m2)